# 塔拉法尔集中营
塔拉法尔集中营（葡萄牙語：Campo do Tarrafal）是葡萄牙殖民地佛得角的一个集中营。1936年西班牙内战爆发后，葡萄牙独裁者安东尼奥·德奥利维拉·萨拉查建立了这个流放地。它容纳了葡萄牙右翼独裁政权的反对者。由于条件恶劣，至少有32名政治犯死在集中营里。

## 历史
1932年，萨拉查成为葡萄牙总理。在巩固了他的权力之后，他在1933年宣布建立新国家政体。虽然口头上是反法西斯的，但政府在一定程度上是模仿由贝尼托·墨索里尼统治下的意大利法西斯国家。工会和政党被禁止(除了萨拉查自己的國民聯盟，一个试图让葡萄牙民众去政治化的“非政党”)。作为回应，许多左翼组织开始了反对右翼政权的运动。逮捕行动很快导致了葡萄牙监狱人口的增加。
在这种背景下，新国家政权以改组国家监狱为幌子，决定建立一个海外流放地，以流放政治对手。葡萄牙殖民地的几个地点都被考虑，但是最终被选在佛得角群岛的圣地亚哥岛。该地点获得批准是因为它最适合“卫生、监测和自然资源”；葡萄牙刑法专家认为，这都是监狱殖民地应有的理想优势。
在意识形态上，塔拉法尔集中营的创建有两个目的。首先，它将被用来驱逐和隔离那些通过抗议和静坐破坏本土目标的政治犯。第二，该营地将有严酷的条件，以向葡萄牙的反对派发出一个明确的信息，即萨拉查的独裁政权不会容忍任何形式的政治异议。颁布建立该集中营的法律称，该营地将由秘密警察控制，只用于流放扰乱其他监狱并被认为对其他囚犯构成“有害因素”的政治和社会囚犯。
但是，这项法律最终扩大到包括为政治目的犯罪的人、因政治罪行而候审的人或因政治罪行而被捕的人。

### 第一时期
1936年10月18日，第一艘船载着152名政治犯从里斯本启航。在途中，基本营地于1936年10月29日完工。第一批囚犯中有工会主义者和无政府主义者，他们于1934年1月18日占领了大马里尼亚，抗议新国家政权。那场不流血政变被右翼政府严厉镇压了。安东尼奥·格拉领导占领马里哈·格兰德邮局，被判处20年流放;他于1948年在塔拉法尔去世。其他囚犯包括两艘葡萄牙海军舰艇的水手，在1936年9月8日叛变，最终10名被流放的水手死亡。
在集中营的头两年里，囚犯们睡在缺乏电力和通风的帆布帐篷里。旧燃料罐被用来从离营地2公里远的地方运来微咸水。由于佛得角的雨季持续时间较长，帐篷腐烂，囚犯被迫睡在临时帐篷里。疟疾也很流行。
到1940年，营地被重建成砖墙。扩建后的监狱可容纳多达4000名囚犯，牢房围绕着一个阅兵式四合院、一个健康中心、一个阅览室、警卫塔和兵营，以及一些行政设施。该营地还将经营一条小铁路，以便运输物资和燃料。
秘密警察以纳粹集中营为蓝本建立了自己的集中营制度。囚犯们受到残暴的威逼。严格的规定被执行，外部信息被禁止。秘密警察对囚犯使用身体和心理暴力，包括剥夺睡眠、殴打和侮辱。在葡萄牙，男人和女人为了获得他们组织和网络的信息而遭受酷刑。最严厉的惩罚是在一个叫做“煎锅”的混凝土牢房里进行的。在这座6米x3米的无窗建筑内，白天的温度可能高达60摄氏度。囚犯可能被关在这些牢房里几天、几周或几个月。在其他地方使用这种牢房时，会导致极度脱水、中暑和死亡。
1954年，迫于国内和国际的压力，这个集中营关闭了。

### 第二时期
1961年，在海外省部长阿德里亚诺·莫雷拉的命令下，该地区重新开放。现在，它将被用作非洲领导人和对抗葡萄牙殖民主义的武装分子的强迫劳改营。囚犯来自佛得角、安哥拉和几内亚比绍。尽管条件恶劣，囚犯们还是努力互相帮助，提高他们的教育和知识。他们互相上课，训练自己当翻译和职员。
1974年4月25日结束葡萄牙50年独裁政权的康乃馨革命之后，这座监狱第二次，也是最后一次关闭。第二天晚上11点半左右，一名中尉从里斯本赶来，命令释放所有政治犯。
1975年佛得角获得独立后，葡萄牙政府将这块土地移交给佛得角。

## 遗产
自从作为监狱关闭后，这里就被用作军事基地、难民营、仓库和学校。然而，这些角色发生了变化，改变了历史遗迹的特征。建筑物严重受损，许多屋顶、窗户和门都不见了。
塔拉法尔现在是一个博物馆，展示照片、牌匾和文物。这是一个保护和记录营地历史的项目的一部分。该项目的长期目标是成为世界遗产。
2006年，世界纪念碑基金会将塔拉法尔列为100座受关注的纪念碑之一。
2009年，在佛得角的普拉亚举行了一场关于前塔拉法尔集中营的国际研讨会，纪念该集中营关闭35周年。来自佛得角、安哥拉、几内亚比绍和葡萄牙等国的前政治犯和专家出席了讨论会。